# Johan Kempe
Johan Carl Kempe (ur. 8 grudnia 1884 w Sztokholmie, zm. 8 lipca 1967 w Ekolsund) – szwedzki przemysłowiec, w młodości tenisista. Brał udział w igrzyskach w Sztokholmie (1912), gdzie startował w turniejach singlowym, deblowym (srebrny medal) i mikstowym w hali.

## Występy na letnich igrzyskach olimpijskich

### Turnieje singlowe
| Igrzyska | Konkurencja                   | 1/64 finału | 1/32 finału          | 1/16 finału        | Ćwierćfinał     | Półfinał        | Finał/Mecz o trzecie miejsce | Klasyfikacja końcowa |
| Igrzyska | Konkurencja                   | Rywal       | Rywal                | Rywal              | Rywal           | Rywal           | Rywal                        | Klasyfikacja końcowa |
| -------- | ----------------------------- | ----------- | -------------------- | ------------------ | --------------- | --------------- | ---------------------------- | -------------------- |
| LIO 1912 | Turniej singlowy (kort kryty) |             | Jaroslav Hainz W 3:1 | André Gobert P 0:3 | → Nie awansował | → Nie awansował | → Nie awansował              | Miejsca 9-16         |

### Turnieje deblowe
| Igrzyska | Konkurencja                           | Partner           | 1/32 finału | 1/16 finału                      | Ćwierćfinał | Półfinał                    | Finał/Mecz o trzecie miejsce | Klasyfikacja końcowa |
| Igrzyska | Konkurencja                           | Partner           | Rywal       | Rywal                            | Rywal       | Rywal                       | Rywal                        | Klasyfikacja końcowa |
| -------- | ------------------------------------- | ----------------- | ----------- | -------------------------------- | ----------- | --------------------------- | ---------------------------- | -------------------- |
| LIO 1912 | Turniej deblowy mężczyzn (kort kryty) | Gunnar Setterwall |             | G. Caridia T. Mavrogordato W 3:2 | Wolny los   | H. R. Barrett A. Gore W 3:2 | A. Gobert M. Germot P 1:3    |                      |

### Turnieje mikstowe
| Igrzyska | Konkurencja                   | Partner                | 1/32 finału | 1/16 finału | Ćwierćfinał | Półfinał                  | Finał/Mecz o trzecie miejsce       | Klasyfikacja końcowa |
| Igrzyska | Konkurencja                   | Partner                | Rywal       | Rywal       | Rywal       | Rywal                     | Rywal                              | Klasyfikacja końcowa |
| -------- | ----------------------------- | ---------------------- | ----------- | ----------- | ----------- | ------------------------- | ---------------------------------- | -------------------- |
| LIO 1912 | Turniej mikstowy (kort kryty) | Margareta Cederschiöld |             |             | Wolny los   | E. Hannam Ch. Dixon P 0:2 | S. Fick G. Setterwall P (walkower) | 4. miejsce           |